# 竹塘 (大字)
竹塘，原稱內蘆竹塘，是臺灣彰化縣竹塘鄉的一個傳統地域名稱，位於該鄉中部。相較於今日行政區，其範圍大致包括竹塘村不含東南部、竹元村、新廣村北部凸出部分。

## 歷史
台灣清治末期至日治初期，竹塘地區為一街庄，稱為「內蘆竹塘庄」，隸屬於深耕堡。該庄西北及與面前厝庄為鄰，東北與五庄仔庄為鄰，東與樹仔腳庄為鄰，番仔藔庄、下溪墘庄，西邊為鹿藔庄。。
1901年（日治明治三十四年）11月，全台廢縣廳改設二十廳，該庄隸屬於彰化廳。1903年（明治三十六年）6月，該庄編入「內蘆竹塘區」，隸屬於彰化廳。1909年（明治四十二年）10月，合併二十廳為十二廳，內蘆竹塘區改隸屬於臺中廳。1920年（大正九年），廢廳、支廳、區、街庄（舊制）改設州、郡、街庄（新制）、大字，該庄改制並簡化為「竹塘」大字，隸屬於臺中州北斗郡竹塘庄。
戰後竹塘庄改制為竹塘鄉，隸屬於臺中縣，大字亦改制為村。1950年10月，中、彰、投分治，竹塘鄉改隸屬彰化縣。

## 聚落
本地區發展較早的聚落為戴厝、下竹圍、內蘆竹塘、崙仔、廣福、過境等，在日治期初期的官方地圖上已有記載。此外，本地區尚有大松腳、新吉庄、過景等聚落。

## 交通
省道台19線（中央路二段～一段）又稱「中央公路」，是彰化至台南永康的幹道，大致以東北—西南走向繞大彎轉東南東—西北西走向再繞彎道轉東北—西南走向經過竹塘地區中部偏南地帶。由該道路向東北可前往埤頭、溪湖、埔鹽、福興東南端、秀水等地，向西南繞大彎轉南南西過濁水溪自強大橋後可前往二崙、崙背、土庫西北端、褒忠等地。
縣道152號（中央路一段～二段）是大城鄉公館至名間的道路，在本地區路段與省道台19線共線，但里程計算方向相反。由該道路向西南轉西北西獨行後可前往大城、公館並止於省道台17線路口，向東北轉東南東獨行後可前往埤頭南部、溪州、二水、名間等地。
鄉道彰127線（竹林路一段、光明路、光明路巷道）是頂後厝至新莊的道路，大致以東南東—西北西走向到達本地區東部邊界中央處，轉南沿邊界而行，經省道台19線路口後不遠處因邊界線東移而入境，其後轉南南西再轉南南東，經鄉道彰176線右側路口後繞大彎轉西南微南，至鄉道彰176線左側路口到達本地區南部邊界，沿邊界行一小段路旋即出境。由該道路向東南東轉北再轉北北東經樹子腳西北端後可前往五庄子、𥕟磘、丈八斗東部的橋子頭聚落、大排沙、萬合、舊趙甲西部的頂後厝聚落並止於縣道143號路口，向西南微南可前往番子寮與下溪墘交界地帶並止於新庄聚落的田頭堤防道路路口。
鄉道彰170線（竹鹿路）是廣東厝至竹塘的道路，大致以西向東到達本地區西部邊界北段，轉北北西沿邊界行一小段路後轉東入境，經竹圍子聚落北側、竹塘聚落北側後出境。由該道路向西可前往鹿寮、外蘆竹塘、竹圍子、火燒厝的廣東厝聚落南郊並止於鄉道彰168線路口，向東可前往樹子腳西北端並止於鄉道彰127線路口。
鄉道彰175線（新生路）是牛稠子至下溪墘的道路，大致以縱向經過一小段本地區西北部邊界地帶。由該道路向北蜿蜒而行可前往面前厝地區並止於舊縣道143甲線（竹林路二段）路口，向南可前往鹿寮、下溪墘地區中部偏西南地帶並止於下溪墘堤防道路路口。
鄉道彰176線（東陽路一段、光明路）是土庫子至田頭的道路，其西側端點位於本地區西部邊界中央偏南的省道台19線、縣道152號共線路口。由此向東南東沿邊界而行，其後因邊界線南移而入境，經過景聚落北側轉東南再轉東南東，至鄉道彰127線路口轉南南東與其共線，繞大彎轉西南微南，至本地區南部邊界處的路口轉東南沿邊界線獨行，出境後可前往番子寮與樹子腳交界地帶、田頭、路口厝地區西南部近邊界地帶並止於縣道145號路口。
鄉道彰177線是大灣至番仔寮的道路，大致以縱向經過本地區東南部向東凸出部分。由該道路向北可前往樹子腳北部並止於縣道152號路口，向南可前往樹子腳西南部並止於其南部邊界處的鄉道彰176線路口（位於番仔寮聚落北側）。
鄉道彰178-1線（竹西路）是洲子至戴厝庄的道路，其東南側端點位於本地區東北部舊縣道143甲線（竹林路一段）路口。由此向西轉西南繞大彎經過戴厝聚落南側後轉西直行，至路底轉北，至路底轉西北西再轉西北出境後，可前往面前厝西部並止於鄉道彰175線路口。

## 學校
- 竹塘國中
- 竹塘國小（西半部）

## 廟宇
- 竹塘慈航宮